# Five Nights at Freddy's (пісня)
«Five Nights at Freddy's» — електронна пісня гурту The Living Tombstone, натхненна відеогрою 2014 року з тією ж назвою. Композицію створив і виконав Йоав Ландау, а випущена вона була як сингл у 2014 році. Пісня стала надзвичайно популярною на YouTube, зібравши станом на 2024 рік понад 300 мільйонів переглядів і понад 500 мільйонів прослуховувань. У 2023 році її використали в фінальних титрах кіноадаптації гри. Композиції також приписують створення окремого музичного піджанру, пов'язаного з франшизою Five Nights at Freddy's.

## Передумови та випуск
Пісня була створена гуртом The Living Tombstone, який раніше займався створенням композицій на основі франшизи My Little Pony. Продюсер Йоав Ландау, захоплений спільнотою шанувальників цієї франшизи, у 2014 році дізнався про вихід та зростаючу популярність горрор-гри Five Nights at Freddy's. Погравши в гру, Ландау вирішив написати композицію, натхненну її атмосферою. Основну частину пісні він створив за допомогою синтезаторів, які, за словами CT Jones із журналу Rolling Stone, нагадують ті, що використовують 100 gecs. Розповідаючи про створення пісні, Ландау зазначив: «Інтернет-культура полягає в тому, щоб бути першим: першим зробити мем про щось нове. У випадку з FNAF, коли я помітив, як про гру почали говорити, мені було просто створити пост із піснею та текстами, побачити, як це розлітається, і завантажити її на YouTube.».
Гурт звернувся до творця гри Скотта Коутона за дозволом випустити пісню, адже вони не були офіційно пов'язані з проєктом. Коутон погодився за умови, що частина прибутків піде на благодійність. Пісня була завантажена на YouTube лише через три тижні після виходу гри й швидко набрала мільйони переглядів.
У 2023 році, під час рекламної кампанії кіноадаптації гри, пісню виконали наживо на заході в Jim Henson's Creature Shop. Після того, як фанати почали спекулювати на тему її використання, композицію додали до фінальних титрів фільму. У день прем'єри стрічки в Північній Америці гурт випустив нову версію пісні під назвою «Goth Remix».
Крім того, у 2020 році джазове аранжування композиції було виконано та випущено гуртом 8-Bit Big Band.

## Відгуки та спадщина
На платформі YouTube пісня набрала близько 69 мільйонів переглядів у березні 2016 року, 220 мільйонів у червні 2021 року, 312 мільйонів у 2023 році та 372 мільйони у 2024 році. Після її випуску The Living Tombstone створили композиції на основі другої та третьої частин франшизи Five Nights at Freddy's під назвами «It's Been So Long» і «Die In A Fire». Джеф Раунер із Houston Press вважав першу пісню найслабшою в цій трилогії, але водночас зазначив, що це «моторошний музичний твір і достойний початок серії».
За словами CT Jones із Rolling Stone, пісня започаткувала субжанр музики, орієнтованої на франшизу, і «зберегла впливи гіперпопу, популяризовані Ландау», зробивши її «визначальною частиною фанатської культури Five Nights at Freddy's». Композиція надихнула багатьох виконавців, зокрема JT Music і CG5. JT Music описали створення пісень на основі гри як «ще один спосіб, за допомогою якого фанати можуть переосмислити та заново пережити гру та її історію з іншої перспективи».
Інтеграція пісні до кіноадаптації гри була описана виданням /Film як «свідчення народної популярності» разом із залученням кількох YouTube-блогерів, які створюють контент на тему гри. Журналісти відзначили, що команда, яка працювала над фільмом, «не забула про людей, які зробили цей бренд настільки цінною сенсацією з самого початку».